# Liste der denkmalgeschützten Objekte in Horní Slavkov
Grundlage dieser Liste der denkmalgeschützten Objekte in Horní Slavkov ist die ÚSKP-Liste (Ústřední seznam kulturních památek České republiky, deutsch Zentrale Liste der Kulturdenkmäler der Tschechischen Republik), die von der tschechischen Denkmalschutzbehörde NPÚ (Národní památkový ústav, deutsch Nationale Denkmalbehörde) seit 1987 geführt wird und an die seit dem Jahr 1850 geschaffenen Listen anschließt.

## Horní Slavkov(Schlaggenwald)
| Lage                                                                                     | Objekt                                                                 | Beschreibung | ÚSKP-Nr.                  | Bild           |
| ---------------------------------------------------------------------------------------- | ---------------------------------------------------------------------- | --- | ------------------------- | -------------- |
| Horní Slavkov, Nové Město (Standort)                                                     | Annenkirche (Kostel svaté Anny)                                        | Spätgotische Spitalskirche der hl. Anna, errichtet um 1500. Während des Brandes der Stadt im Jahr 1713 zerstört und 1728 im Barockstil wieder aufgebaut. Im Jahr 1772 wurde das Innere vom Freskenmaler Elias Dollhopf (1703–1773) aus Schlaggenwald ausgemalt. | 31525/4-574 Info Katalog  | weitere Bilder |
| Horní Slavkov, náměstí Republiky (Standort)                                              | Floriansstatue (Socha svatého Floriána)                                | Barocke Steinstatue des hl. Florian, auf relativ hohem Sockel, mit Inschrift versehen. Das Werk stammt vom Elbogener Bildhauer Johann Wildt (1806). | 45817/4-575 Info Katalog  | weitere Bilder |
| Horní Slavkov, náměstí Republiky 4 (Standort)                                            | Náměstí Republiky 4                                                    | Stadthaus – einstöckiges Wohnhaus im Stil der Gotik und Renaissance, verputztes Backsteinhaus mit steinernem Portal. | 32210/4-578 Info Katalog  | weitere Bilder |
| Horní Slavkov, náměstí Republiky 5 (Standort)                                            | Náměstí Republiky 5                                                    | Stadthaus – zweistöckiges Wohnhaus auf schmalem Grundstück | 21861/4-579 Info Katalog  | weitere Bilder |
| Horní Slavkov, náměstí Republiky 6 (Standort)                                            | Náměstí Republiky 6                                                    | Stadthaus – spätgotisches Wohnhaus aus dem 16. Jahrhundert in geschlossner Bebauung. In der linken Fensterachse der Straßenfront ragt im ersten Stock ein Erkerfenster mit Fachwerkgiebel hervor. | 29053/4-580 Info Katalog  | weitere Bilder |
| Horní Slavkov, náměstí Republiky 7 (Standort)                                            | Náměstí Republiky 7                                                    | Stadthaus, einstöckiges Wohnhaus in geschlossener Bebauung, urspr. als zweistöckiges Gebäude im Renaissancestil erbaut, Umbau zum einstöckigen Wohnhaus mit Satteldach im Sezessionsstil. | 13914/4-581 Info Katalog  | weitere Bilder |
| Horní Slavkov, über den Bach am náměstí Republiky (Standort)                             | Nepomukstatue mit Brücke                                               | Barocke Sandsteinstatue des hl. Johannes von Nepomuk in klassischer Darstellung mit einer Puttenstatue (um 1750). Sie steht an der Brüstungswand einer kleinen Brücke mit einem halbrunden Steingewölbe. Spätbarocke Skulptur aus der Werkstatt von Jakob Eberle (1718–1783). | 15530/4-576 Info Katalog  | weitere Bilder |
| Horní Slavkov, U Kovárny 66 (Standort)                                                   | U Kovárny 66                                                           | Stadthaus. Bürgerhaus mit Satteldach sowie Wirtschaftsgebäude. In der Mittelachse im Erdgeschoss befindet sich das Eingangs-Portal mit Ädikula. | 30612/4-719 Info Katalog  | weitere Bilder |
| Horní Slavkov, Kostelní (Standort)                                                       | Dreifaltigkeitssäule (Sloup se sousoším Nejsvětější Trojice)           | Säule mit einer Skulpturengruppe der Hl. Dreifaltigkeit – barocke Sandsteinarbeit mit einer in der Karlsbader Region einzigartigen Skulpturengruppe Pietas Domini aus der Zeit um 1700 und damit eine der ältesten Dreifaltigkeitssäulen Westböhmens. Der Autor ist unbekannt. Auf den Knien von Gott Vater liegt der leblose Körper des gekreuzigten Christus mit sichtbaren Wunden und Narben, über ihnen schwebt der Heilige Geist. Auf dem Sockel befinden sich vier Reliefs von Heiligen (hl. Roch, hl. Florian, hl. George und hl. Sebastian).                                                                                              | 21944/4-573 Info Katalog  | weitere Bilder |
| Horní Slavkov, Kostelní (Standort)                                                       | Kirche St. Georg (Kostel svatého Jiří)                                 | Kirche St. Georg – gotische einschiffige Wehrkirche, errichtet 1517–1520 mit einem überstehenden eckigen Turm, der in den oberen Stockwerken in die achteckige Form übergeht, mit barocken Veränderungen im 18. Jahrhundert. Zusammen mit der massiven steinernen Friedhofsmauer hatte die Kirche eine Verteidigungsfunktion und war mit Schießscharten versehen. Einzeldenkmale sind: Kirche, Turm, Glockenturm, Umfassungsmauer und Friedhof. | 33431/4-571 Info Katalog  | weitere Bilder |
| Horní Slavkov, Kostelní 178 (Standort)                                                   | Dekanat                                                                | Dekanat – spätbarockes Gebäude von 1756, vom Baumeister J. G. Pöpperl aus Schlaggenwald erbaut, vermutlich an der Stelle eines älteren Gebäudes direkt neben der Friedhofsmauer an der Pfarrkirche St. Georg. Das Gebäude verfiel mach 1945 und befindet sich derzeit in einem schlechten Zustand. Zum Dekanatskomplex gehören außerdem der Garten, das Eingangstor und eine Pforte. | 15095/4-4206 Info Katalog | weitere Bilder |
| Horní Slavkov, Kostelní (Standort)                                                       | Seelenlampe mit Sandstein-Säule (Sloupková kamenná zádušní svítilna)   | Seelenlampe mit Sandstein-Säule aus der zweiten Hälfte des 16. Jahrhunderts an der Zufahrtsstraße zur Kirche St. Georg, genannt Hässlers Säule. Sie stand ursprünglich am Grab von Georg Hessler (Häsler). Im Jahre 1685, als die Georgskirche erneuert wurde, setzte man den Grabstein (mit dem Hasenwappen versehen) auf den nördlichen Teil des Friedhofs und die steinerne Laterne an die jetzige Stelle. | 30033/4-572 Info Katalog  | weitere Bilder |
| Horní Slavkov, Kostelní, bei Nr. 169 (Standort)                                          | Kaple Božího Těla                                                      | Fronleichnamskapelle – Barockkapelle von 1736 in der Nähe der Kirche St. Georg. Der Grundriss der Kapelle ist quadratisch mit abgeschrägten Ecken. Eingangsportal mit einer Granitauskleidung sowie einem Oberlicht. Zeltdach, bekrönt von einer Laterne. Das Innere der Kapelle ist vollständig mit Wandgemälden von Elias Dollhopf ausgemalt. | 100279 Info Katalog       | weitere Bilder |
| Horní Slavkov, Školní náměstí 214 (Standort)                                             | Schule                                                                 | Schule. Vorderhaus mit steilem Satteldach im Gotik- und Renaissancestil erbaut, mit glatter Fassade und steilem Satteldach versehen sowie einem steinernen gotischen Portal. | 44717/4-589 Info Katalog  | weitere Bilder |
| Horní Slavkov, Pluhova 211 (Standort)                                                    | Pluhova 211                                                            | Stadthaus – einstöckiges Bürgerhaus mit steilen Satteldach, errichtet im Gotik- und Renaissancestil mit erhaltenen Renaissancekellern sowie einer gewölbten schwarzen Küche mit einzigartiger Rauchkammer und Kamin. | 10764/4-5016 Info Katalog | weitere Bilder |
| Horní Slavkov, Pluhova 497 (Standort)                                                    | Pflughaus                                                              | Stadthaus – Pflughaus. Zweistöckiges Wohngebäude mit Keller, ursprünglich das Herrenhaus der aristokratischen Familie Pflug von Rabenstein, 1512 im Renaissancestil erbaut. Trotz der weitgehenden Verwüstung des historischen Stadtzentrums in der zweiten Hälfte des 20. Jahrhunderts wurde das Haus renoviert und mit einer Reihe von Originalelementen erhalten. | 34123/4-592 Info Katalog  | weitere Bilder |
| Horní Slavkov, Smetanova 480 (Standort)                                                  | Erzmühle, sog. Seidelhaus (Rudný mlýn – dům Seidelhaus)                | Erzmühle, sog. Seidelhaus, massives Backsteingebäude der Erzmühle aus dem 16. Jahrhundert, diente teilweise auch als Bürgerhaus. Aufgrund seiner Einzigartigkeit, seines Charakters und seines Erhaltungszustands ist es eines der wertvollsten Gebäude in der Region Karlsbad. | 31694/4-591 Info Katalog  | weitere Bilder |
| Horní Slavkov, Údolí I (Zech), an der Landstraße von Horní Slavkov nach Loket (Standort) | Kaspar-Pflug-Erbstollen (Odvodňovací dědičná štola Kašpara Pluha)      | Kaspar-Pflug-Erbstollen für die Entwässerung der Bergbau-Stollen, begonnen 1539. Der Stollen wurde in den 1930er Jahren wieder ausgegraben und war am Ende der 1980er Jahre etwa 5800 m lang und damit einer der längsten Stollen in den nordböhmischen Bergwerken. Die urspr. Länge im Jahr 1655 betrug 5920 m. Am Mundloch befindet sich ein massiver Gedenkstein aus dem Jahr 1622. Besonderes Verdienst um den Bergbau in Schlaggenwald erwarben sich die Herren Pflug von Rabenstein (tschech. Pluhové z Rabštejna), die den Kaspar-Pflug-Erbstollen errichteten, um die Erzgruben zu entwässern, benannt nach Kaspar von Pflug (1515–1576). | 44327/4-4523 Info Katalog | weitere Bilder |
| Horní Slavkov, Údolí I, Tovární 564, 557, 561, 566 (Standort)                            | Porzellanfabrik (Porcelánka včetně mostku, dvou vil a bývalého hotelu) | Ehem. Porzellanfabrik sowie Brücke, zwei Villen und ein ehemaliges Hotel. Die Geschichte der Porzellanfabrik Schlaggenwald reicht bis ins Jahr 1792 zurück, als Johann Georg Paulus hier die erste Porzellan-Manufaktur in den böhmischen Ländern gründete. Einzeldenkmale sind: Haupteingangsgebäude Nr. 564, Brücke, Produktionsstätte mit Muffelofen, Villa I Nr. 557 und Villa II Nr. 561 sowie das ehemalige Hotel Nr. 566. | 12389/4-4773 Info Katalog | weitere Bilder |
| Horní Slavkov, Údolí I, Tovární čp. 554 (Standort)                                       | Keramikfabrik (Keramická továrna)                                      | Keramikfabrik in Údolí mit dem ursprünglichen Teil der technischen Ausrüstung der ältesten böhmischen Porzellanfabrik Haas & Czjzek einschl. Betonbrücke. | 45553/4-4071 Info Katalog | weitere Bilder |
| Horní Slavkov, Bošířany (Poschitzau), Šibeniční vrch (Standort)                          | Denkmal an der ehem. Hinrichtungsstätte (Památník na popraviště)       | Denkmal zur Erinnerung an die ehem. Hinrichtungsstätte (Galgen) mit rundem Sockel aus unregelmäßigen Granitsteinen und 3 Steinsäulen, die die Balken des Galgens trugen. Der Eingang wird durch eine rechteckige Eingangsöffnung mit einem geraden Türsturz gebildet. | 26765/4-594 Info Katalog  | weitere Bilder |
| Horní Slavkov, Ležnice (Leßnitz), am Dorfplatz (Standort)                                | Nepomuk-Kapelle (Kaple svatého Jana Nepomuckého)                       | Kapelle des hl. Johannes von Nepomuk – barocke Dorfkapelle auf rechteckigem Grundriss und abgeschrägten Ecken und einem Turm mit Zeltdach, der von einem Kreuz bekrönt ist. | 100326 Info Katalog       | weitere Bilder |